# La Nausée (album)
Pour le livre de Jean-Paul Sartre, voir La Nausée.
Albums de La Canaille
Par temps de rage
(2011) 11.08.73
(2017)
La Nausée est le troisième album du groupe de rap français La Canaille, porté par Marc Nammour, sorti le 22 septembre 2014,,.
Ce dernier clôt le triptyque formé avec les deux albums précédents, Une goutte de miel dans un litre de plomb sorti en 2009 et Par temps de rage en 2011. Il est bien accueilli par la critique généraliste, et spécialisée,,.

## Titres de l'album
| No  | Titre                                        | Durée |
| --- | -------------------------------------------- | ----- |
| 1.  | Quelque chose se prépare (Featuring DJ Pone) | 4:27  |
| 2.  | Redéfinition (Featuring DJ Fab)              | 3:13  |
| 3.  | Jamais nationale                             | 3:29  |
| 4.  | Monsieur madame                              | 3:36  |
| 5.  | Encore un peu                                | 3:52  |
| 6.  | Pornoland                                    | 3:42  |
| 7.  | Omar (Featuring Serge Teyssot-Gay et Lazare) | 7:01  |
| 8.  | Le Silence (Featuring DJ Pone)               | 3:43  |
| 9.  | Décalé                                       | 5:24  |
| 10. | Desséchée                                    | 3:42  |
| 11. | La Sueur des ombres                          | 5:11  |
| 12. | Briller dans le noir (Featuring Sir Jean)    | 5:59  |

## Musiciens
- Marc Nammour, chant
- Jérôme Boivin, guitare basse, claviers, vibraphone
- Mathieu Lalande, guitare
- Antoine Berjeaut, trompette (sur 2)
- Thomas Henning, trombone (sur 2)
- DJ Pone (sur 1 et 8) et DJ Fab (sur 2 ), scratch
- Jean-Christophe Marq, violoncelle (sur 5)
- Serge Teyssot-Gay, guitares additionnelles (sur 7)
- Lazare, voix (sur 7)